# Septembrie 2007
Acest articol este generat integral pe baza informațiilor din articolul 2007 și este actualizat periodic de un robot.
 Editările făcute în articol vor fi șterse la următoarea actualizare! Dacă doriți să faceți modificări, editați articolul-sursă.

ianuarie -
februarie -
martie -
aprilie -
mai -
iunie -
iulie -
august -
septembrie -
octombrie -
noiembrie -
decembrie
Septembrie 2007 a fost a noua lună a anului și a început într-o zi de sâmbătă.

## Evenimente

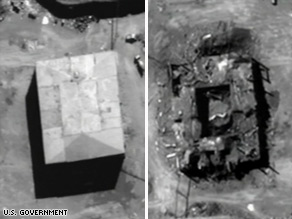
Bombardarea reactorului nuclear din Siria

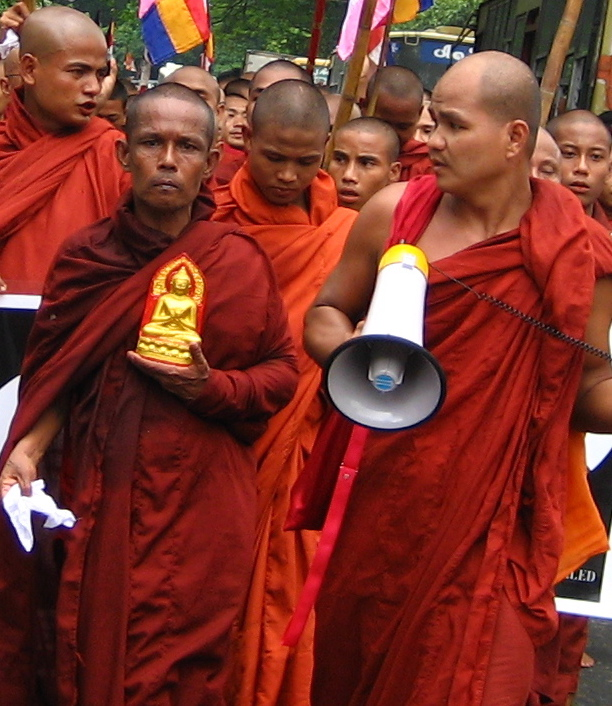
Proteste în Myanmar

- 3 septembrie: Trupele britanice predau controlul provinciei Basra din Irak.
- 6 septembrie: Avioanele Forțelor Aeriene Israeliene atacă un reactor nuclear suspect din Siria.
- 7 septembrie: În Franța începe Campionatul Mondial de Rugby.
- 8-16 septembrie: A 12-a ediție a turneului de tenis Open România.
- 12 septembrie: Mitropolitul Daniel Ciobotea al Moldovei și Bucovinei, a fost ales noul patriarh al Bisericii Ortodoxe Române.
- 12 septembrie: Prim-ministrul rus Mihail Fradkov și întregul său cabinet demisionează.
- 14 septembrie: Viktor Zubkov este aprobat drept noul prim-ministru al Rusiei după votul din Dumă.
- 25 septembrie: Peste 100.000 de persoane, dintre care 30.000 de călugări budiști, au manifestat la Yangon, capitala statului Myanmar (fostă Birmania), împotriva dictaturii militare care se află la conducerea țării.
- 26 septembrie: Yasuo Fukuda devine cel de-al 91-lea prim-ministru al Japoniei.
- 30 septembrie: În Ucraina au loc alegeri legislative după ce președintele Viktor Iușcenko a dizolvat Parlamentul.

## Decese

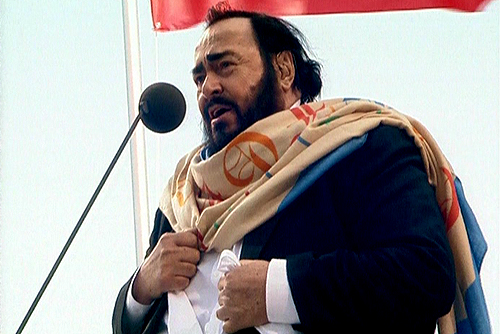
Luciano Pavarotti

- 3 septembrie: Mária Szepes (n. Magda Scherbák), 98 ani, scriitoare maghiară (n. 1908)
- 6 septembrie: Eva Crane (n. Ethel Eva Widdowson), 95 ani, fizician britanic (n. 1912)
- 6 septembrie: Madeleine L'Engle, 88 ani, scriitoare americană (n. 1918)
- 6 septembrie: Luciano Pavarotti, 71 ani, tenor italian (n. 1935)
- 8 septembrie: Nicholas Bethell, 69 ani, politician britanic (n. 1938)
- 9 septembrie: Dumitru Baicu (aka Cacurică), 75 ani, lăutar român (n. 1931)
- 9 septembrie: Corneliu Bârsănescu, 72 ani, antrenor român de caiac-canoe (n. 1934)
- 10 septembrie: Jane Wyman (n. Sarah Jane Mayfield), 90 ani, actriță americană (n. 1917)
- 11 septembrie: Ioan Mihăilescu, 58 ani, sociolog român (n. 1949)
- 16 septembrie: Robert Jordan, 58 ani, scriitor american (n. 1948)
- 17 septembrie: Petre Popescu, 78 ani, reporter român, prezentator TV (n. 1928)
- 20 septembrie: Kaljo Kiisk, 81 ani, actor, regizor și politician eston (n. 1925)
- 21 septembrie: Alice Ghostley, 84 ani, actriță și cântăreață americană (n. 1923)
- 22 septembrie: Karl Hardman, 80 ani, actor american (n. 1927)
- 22 septembrie: Marcel Marceau (n. Marcel Mangel), 84 ani, actor pantomimă francez (n. 1923)
- 24 septembrie: Swami Murugesu, 73 ani, maestru spiritual născut în Sri Lanka (n. 1933)
- 25 septembrie: Nobuo Matsunaga, 85 ani, fotbalist japonez (n. 1921)
- 25 septembrie: Elena Roizen, 62 ani, interpretă română de muzică populară din zona Dobrogei (n. 1945)
- 26 septembrie: Angela Lambert (n. Angela Maria Helps), 67 ani, jurnalistă, critică de artă și scriitoare britanică (n. 1940)
- 26 septembrie: Lajos Letáy, 87 ani, demnitar comunist român de etnie maghiară (n.  1920)
- 27 septembrie: Ion Șuța, 88 ani, general român (n. 1919)
- 28 septembrie: Charles B. Griffith, 77 ani, actor de film, scenarist și regizor american (n.  1930)
- 28 septembrie: Savel Stiopul, 81 ani, actor și regizor român (n. 1926)
- 30 septembrie: Milan Jelić, 51 ani, politician sârb bosniac (n. 1956)
- 30 septembrie: David Ohanesian, 80 ani, bariton român de etnie armeană (n. 1927)